# Preciosa – Lustry
PRECIOSA - LUSTRY, a.s. je česká společnost vyrábějící křišťálová svítidla a křišťálové osvětlení na míru. Sídlí v Kamenickém Šenově, kde je také její výrobní závod. Společnost Preciosa Lighting je součásti skupiny Preciosa, kam v roce 2025 patřily firmy Preciosa, a.s., Preciosa Beauty, s.r.o., Preciosa Ornela, a.s., Preciosa Automotive, a.s., VINOLOK, a.s., a IT společnost Pregis.

## Historie

### Počátky výroby
Společnost Preciosa – Lustry navazuje na třistaletou tradici výroby křišťálového osvětlení v regionu severních Čech. Sklářská tradice zde má své počátky už ve 14. století, v Kamenickém Šenově a jeho okolí se toto řemeslo naplno rozvinulo v 18. století.
V roce 1724 byla v Práchni nedaleko Kamenického Šenova otevřena první sklářská dílna na výrobu křišťálových lustrů, kterou proslavil Elias Palme. Jeho firma Elias Palme & Co. dodávala křišťálové lustry do šlechtických sídel, operních domů, hotelů nebo třeba kostelů, například pro Operní divadlo v Římě, La Scalu v Miláně, operu v Sydney, newyorský hotel Waldorf Astoria.

### Znárodnění a státní podnik
Po druhé světové válce byla firma Elias Palme & Co. znárodněna a její činnost pokračovala dál. Sklářské společnosti zaměřené na výrobu svítidel byly v roce 1946 sloučeny do státního podniku „Společná národní správa podniků pro výrobu skleněných lustrů v obvodech Bor a Kamenický Šenov se sídlem v Kamenickém Šenově“, v roce 1948 přejmenovaném na „n. p. Spojené továrny na lustry se sídlem v Kamenickém Šenově“, od roku 1952 jen „Lustry, n. p“. V roce 1966 se v Kamenickém Šenově začal stavět velký závod na produkci skleněných svítidel, dokončený v roce 1972, do nějž se postupně přesunula veškerá výroba a setrvala zde až do Sametové revoluce.

### Novodobá historie firmy Preciosa Lighting
Nástupcem podniku Lustry Kamenický Šenov se stala v roce 1990 akciová společnost LUSTRY Kamenický Šenov, po změně většinového vlastníka 29. prosince 1995 přejmenovaná na PRECIOSA - LUSTRY, a. s. Společnost působí pod obchodní značkou Preciosa Lighting. Jejím jediným vlastníkem je společnost NLT, a.s.

## Projekty
Osvětlení z dílny Preciosa Lighting lze najít v mnoha zemích světa. Patří mezi ně světelná instalace Breath of Light představená v roce 2018 v rámci výstavy Downtown Design v Dubaji. V roce 2019 byla v dubajském hotelu Mandarin Oriental realizována křišťálová instalace Conopy of Light s dynamickými světelnými scénami.
Světelná instalace Křišťálový zámek byla zřízena v pětihvězdičkovém hotelu v Paříži v roce 2024. Mezi mimoevropské realizované projekty patří například rezort One&Only One Za’abeel. Světelnou instalaci Crystal Beat 2 představila společnost v rámci své expozice na Milan Design Week 2024.

## Ocenění
Společnost Preciosa – Lustry získala za dobu svého působení řadu ocenění:
- 2018

Red Dot Design Award: Best of the Best, kategorie Spatial & Retail Design – projekt Breath of Light

German Design Award, vítězství v kategorii Excellent Communications Design: Retail Architecture – projekt Flagship Store Prague
- 2019

Light Middle East Awards „Best Decorative Chandelier“ – projekt Carousel of Light

HD Award: Category Lighting Design – projekt Pearl Wave
- 2020

iF Design Award GOLD, Discipline Interior Architecture – projekt Joy, Life & Light / Carousel of Light
- 2021

[d]arc Awards – projekt Carousel of Light
- 2022

Red Dot Design Award, Communication Design – projekt Composition in Crystal
- 2023

iF Design Award, Discipline Interior Architecture – projekt Composition in Crystal
- 2024

Red Dot Design Award, Communication Design – projekt Crystal Beat